# Palacio de Checco il Bello
El palacio de Checco Bello es un edificio histórico italiano situado en Magliano in Toscana, en la provincia de Grosseto.

## Historia
El edificio, construido al inicio del siglo XIV, fue la antigua residencia de la familia Monaldeschi de Orvieto y fue utilizada también como alojamiento por los condes Aldobrandeschi. Durante los primeros años del siglo XX vivió en el palacio un tal Francesco Salvi, apodado Checco il Bello (Checco el guapo), no se sabe si por su belleza o por su fama de conquistador. En 1911 lo habitó durante una estancia en Magliano el escritor Carlo Alberto Nicolosi, autor del libro Maremma Toscana: alta e bassa.

## Descripción
El edificio, construido en piedra local según los esquemas de la arquitectura gótica de Siena, se encuentra en la calle principal del viejo burgo, corso Garibaldi, muy cerca de la plaza en la que se sitúa la iglesia románica de San Juan Bautista. Con dos plantas y altillo, presenta bíforas, cegadas en una reforma para una mejor racionalización del espacio interior, y cornisas en travertino claro local.
Sobre la fachada se puede ver el escudo nobiliario de la casa Monaldeschi.